# 羽衣の松 (千葉市)
羽衣の松は、各地に伝わる羽衣伝説で天女が衣を掛けたとされる松のこと。そのひとつが千葉市中央区市場市場町の羽衣公園内にある。

## 概要
亥鼻城の城下（現在の千葉県庁付近）に池田の池という清浄な池があり、蓮の花が咲いて観光客で賑わう場所であったが、この地が千葉氏の系譜と結び付けられたものとする説がある。

現在の松は千葉県の人口500万人突破の記念事業の一環で昭和60年3月に復元されたもの。

## あらすじ
千葉氏の祖である平常将の代に、池田の池に天女が降り、羽衣を松に掛けて水浴みしているところを見染められて常将と夫婦になった。常将はこの話を聞いた帝から千葉の姓を与えられた。この時の天女は「千葉氏の守護神であった妙見菩薩の変化したもの」といわれた。

## 施設
羽衣公園

## 所在地
千葉県千葉市中央区市場町1-1

## 交通
- 千葉都市モノレール県庁前駅下車　徒歩1分